# Бегај
Бегај (алб. Begaj) је насељено место у општини Тропоја у округу Кукеш, Албанија. Према попису из 1989. године било је 424 становника.
Бегај су једно од насеља племена Гаши.